# Сражение на Раатской дороге
Сражение на Раатской дороге (фин. Raatteen tien taistelu) — сражение, произошедшее в начале января 1940 года во время войны между СССР и Финляндией.
7 декабря 1939 года 163-я стрелковая дивизия РККА в ходе наступления заняла Суомуссалми, но потеряла контакт с другими советскими частями. На выручку к ней направилась 44-я стрелковая дивизия РККА комбрига Виноградова, но была разгромлена 9-й финской дивизией полковника Сииласвуо на дороге Раате — Суомуссалми.

## Предыстория
30 ноября 1939 года 163-я стрелковая дивизия под командованием комбрига Зеленцова, наступавшая из района посёлка Ухта (с 1963 года — Калевала), пересекла границу между СССР и Финляндией и стала продвигаться на юго-запад, в направлении Суомуссалми. Противостоял ей только 15-й пограничный батальон. При явном несоответствии сил финнам приходилось во многом полагаться на выучку своих бойцов. Уже 7 декабря 163-я дивизия достигла Суомуссалми, финские военные сами полностью сожгли посёлок перед отступлением. Перебрасывая с других участков фронта подкрепления, финны 11 декабря перекрыли Раатскую дорогу, соединявшую 163-ю дивизию с тылом. 13 декабря финны перекрыли также северный путь доставки подкреплений советским войскам (в дальнейшем снабжение велось по озеру Киантаярви). 20 декабря Зеленцов запросил у штаба разрешения отступить к советской границе, но получил отказ. На выручку была направлена 44-я Киевская Краснознамённая стрелковая дивизия, прибывшая накануне из Украинской ССР.

## Сражение
К концу декабря 163-я стрелковая дивизия была окружена, а затем разгромлена, и финское командование перенесло своё внимание на 44-ю стрелковую дивизию, совершавшую марш по Раатской дороге в сторону Суомуссалми. Практически вся дивизия шла пешком, колонна растянулась на 20 км, при ширине дороги в 4 метра. 22 декабря 44-я стрелковая дивизия была остановлена финнами у Хаукилы, в 12 километрах от Суомуссалми.
Уставшие от многокилометрового перехода, не имевшие зимнего обмундирования, части дивизии вступали в бой с марша и, как правило, побатальонно. Снег и сложный рельеф местности препятствовали комдиву Виноградову в полной мере использовать имевшуюся у него боевую технику. Выставив заслон на пути движения 44-й дивизии, полковник Сииласвуо в первых числах января нанёс несколько фланговых ударов по растянувшимся вдоль дороги на Раате советским частям. Все коммуникации оказались перерезанными. Дивизия лишилась подвоза боеприпасов, горючего и продовольствия, не смогла эвакуировать раненых. Небольшие финские лыжные летучие отряды постоянно наносили беспокоящие удары. Внезапно появляясь на флангах и в тылу советских частей, они открывали плотный огонь, а затем внезапно исчезали. Ударам подвергались не только подразделения, но и штабы. Это вносило сумятицу, нарушало связь, дезорганизовывало управление, подразделения несли потери. Работу этих отрядов поддерживали снайперы. Скученные на небольшом участке люди и техника стали отличной мишенью для финской артиллерии. Предпринятые 2—4 января попытки прорыва не удались.
Финские войска, разделённые на 4 отряда, начали решающую атаку в 8:30 5 января. Отряды «Манделин» и «Мякиниеми» атаковали окружённых у Хаукилы, где сосредоточилась основная часть 44-й стрелковой дивизии. В ходе боёв 5 и 6 числа советская дивизия была рассечена на части; танковые контратаки на финские блокпосты потерпели неудачу. В 21:30 6 января комбриг Виноградов, получив соответствующий приказ из штаба 9-й армии, приказал своей дивизии отступать. Часть бойцов ушла на север, через озеро Киантаярви, но большинство из них замёрзло. Остальные отступили на восток, где встретили сопротивление отряда «Кари». Прошедшие дальше на восток бойцы столкнулись с отрядом «Фагерняс», контролировавшим мост. На какое-то время советским бойцам удалось его захватить, но 7 января «Фагерняс» снова взял его под контроль. Следующие два дня финны занимались поиском и пленением оставшихся в живых, большей частью раненых и обмороженных, красноармейцев.

## Потери
Согласно допросам пленных (их было 1300), 44-я стрелковая дивизия состояла из 17 000 человек. Финские и западные источники называют числа более 20 000. Последние финские исследования указывают на 7000—9000 погибших военнослужащих 44-й стрелковой дивизии. Свои потери называются следующие: 310 погибших, 92 пропавших, 618 раненых. Материальные советские потери составили около 5000 винтовок, 100 тяжёлых и 250 лёгких пулемётов, 260 грузовиков, другое оружие и техника.
Согласно первым советским заявлениям, дивизия потеряла лишь 900 человек, в основном из-за обморожений; они же утверждали о финских потерях более чем в 2000. Российский историк Юрий Килин на основе отчёта советской комиссии сообщает о численности советской дивизии в 13 962 человек: 3001 погиб, 2243 пропали без вести, 1430 ранены. Олег Божко подтверждает эти цифры, хотя они не учитывают потери в конце декабря.

## Последствия
Весной финны захоронили погибших врагов. Они отдали советской комиссии 300 тел из-под Раате, но отказали ей в эксгумации остальных. После окончания Зимней войны упоминания о судьбе выживших и погибших в советской историографии практически не было. В 1991 году сержант дивизии Пётр Морозов в интервью финскому автору заявил, что попавшие в плен бойцы, возвращённые летом 1940 года Советскому Союзу, были расстреляны по приговору суда. Командир дивизии комбриг А. И. Виноградов, начальник штаба полковник О. И. Волков и начальник политотдела полковой комиссар И. Т. Пахоменко, покинувшие дивизию в решающий момент битвы, 11 января 1940 года были осуждены военным трибуналом 9-й армии и расстреляны перед строем дивизии.

## Память
На месте сражения установлен монумент павшим советским и финским бойцам. На тысячах камней высечены имена погибших солдат. В 1994 году был установлен памятник погибшим русским солдатам, весной 1998 года — солдатам-украинцам.